# Omid
Az Omid (perzsául امید, jelentése: remény) Irán első, teljesen önállóan megépített műholdja. A leírások szerint kutatásokat fog végezni és telekommunikációs feladatokban fog közreműködni. Az iráni állami televízió jelentései szerint 2009. február 2-án sikeresen pályára állították. Miután az iráni Safir 2 hordozórakéta pályára állította, a műhold az útját alacsony földközeli pályán folytatta. A kilövésre az iráni forradalom kitörésének 30. évfordulóján Mahmud Ahmadinezsád iráni elnök felügyeletével került sor, ki az induláskor a következő szavakat mondta: Allah akbar (Isten a legnagyobb). Azt mondta, azért indították el a műholdat, hogy világszerte terjessze a monoteizmust, a békét és az igazságot. A Tehran Times azt írta, hogy „Irán bejelentette: azért állítja Föld körüli pályára műholdját, hogy a földrengésekkel sújtott államot érő természeti katasztrófákat tanulmányozzák, és hogy javítsák az itteni telekommunikáció színvonalát.” Manucsehr Mottaki külügyminiszter hozzátette, hogy a műhold indítása összhangban van az ország érdekeivel, és csak békés célokat szolgál.
Az Omidot akkumulátorok üzemeltetik, melynek segítségével telekommunikációs adatokat tud tárolni és továbbítani. Alakra egy 40 cm élhosszúságú kocka, tömege 27 kg.
Az Omid Irán második műholdja az űrben. Az előzőt – a Sina-1-et Oroszország készítette és indította Irán számára. Irán 2010-ig három további műholdat akart pályára állítani.

## Tesztek
2008. február 4-én Ahmadinezsád elnök az új űrközpont megnyitásán jelentette be, hogy az Omid a közeljövőben pályára fog állni. Iráni hivatalnokok 2008. augusztus 18-ai bejelentése szerint sikeres hordozórakéta-próbákon vannak túl, és közvetítették a Safir nyomait a sötétben. A hivatal munkatársai cáfolták az állami televízió azon értesüléseit, melyek szerint a rakétát elindították volna. de a műhold Föld körüli pályára állt. A rakéta indításának sikerét a NASA megerősítette.

## Pályája
Mivel meg akarták előzni, hogy a műhold a szomszédos országok fölött átrepüljön, a műholdat délkeleten, az Indiai-óceán fölött indították. A műhold pályájának inklinációja 55,5 fok.
A jelentések szerint a pályamagasság 246 és 377 km között változik.
Az Omid a harmadik, az irániak által készített műhold. 2005-ben Irán első műholdját Oroszország indította. Három évvel később egy Kínával és Thaifölddel közösen készített műhold állt pályára.

## Válaszok
A The New York Times szerint az Omid elindítása csak szimbolikus lépés, mert a műhold nagyon kicsi, de a lépésnek számos katonai következménye lehet.
- USA: Robert Gibbs, a Fehér Ház szóvivője a következőt nyilatkozta: Ez az akció nem győz meg minket afelől, hogy Irán az egyre magasabb szintű stabilitásnak vagy a régió biztonsági helyzetének függvényében felelősen cselekedne.[16]

- Egyesült Királyság A brit külügyminiszter, Bill Rammell a kilövéssel kapcsolatban erős aggodalmainak adott hangot.[16]

## Galéria

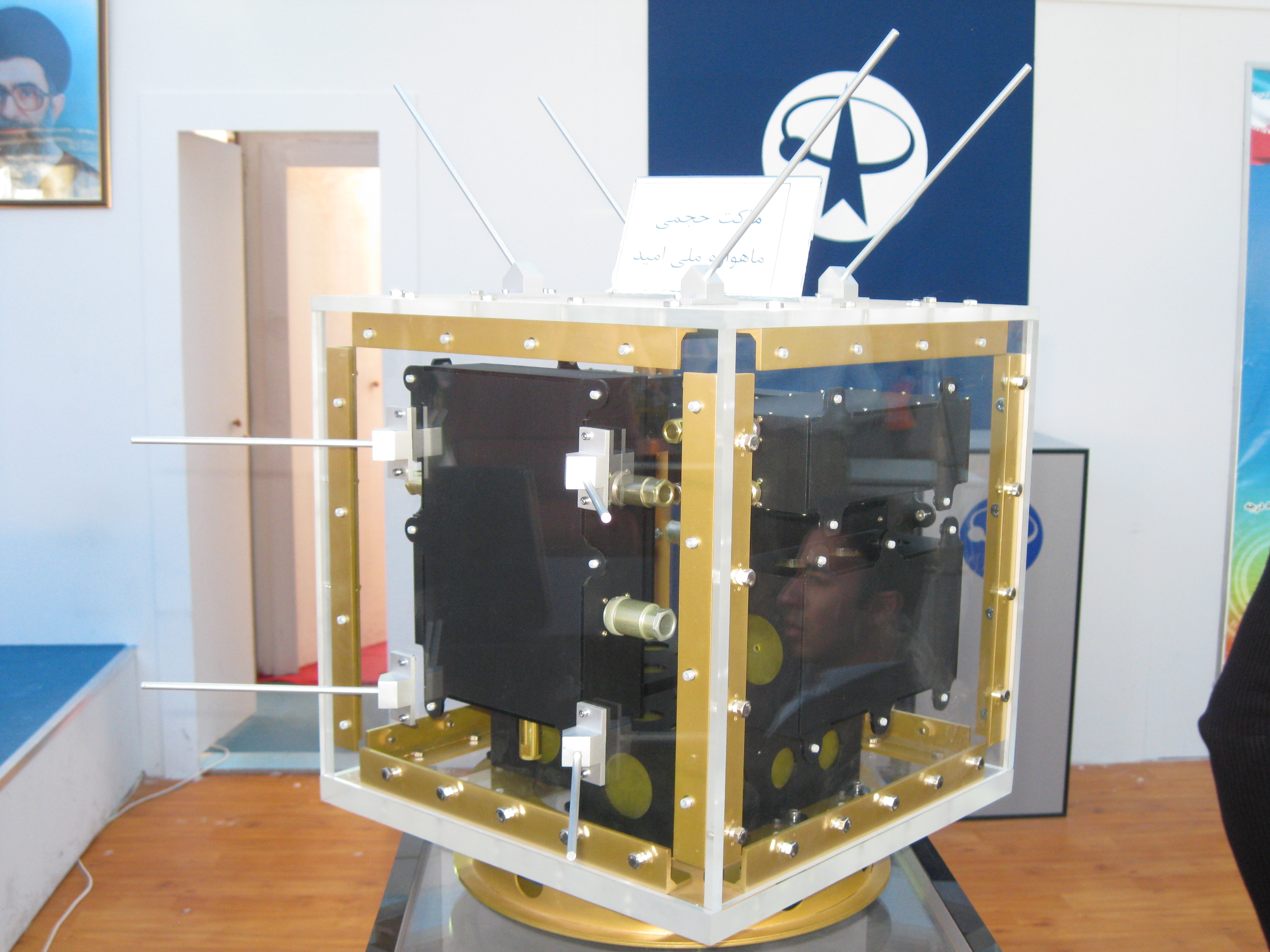
Omid kommunikációs műhold.
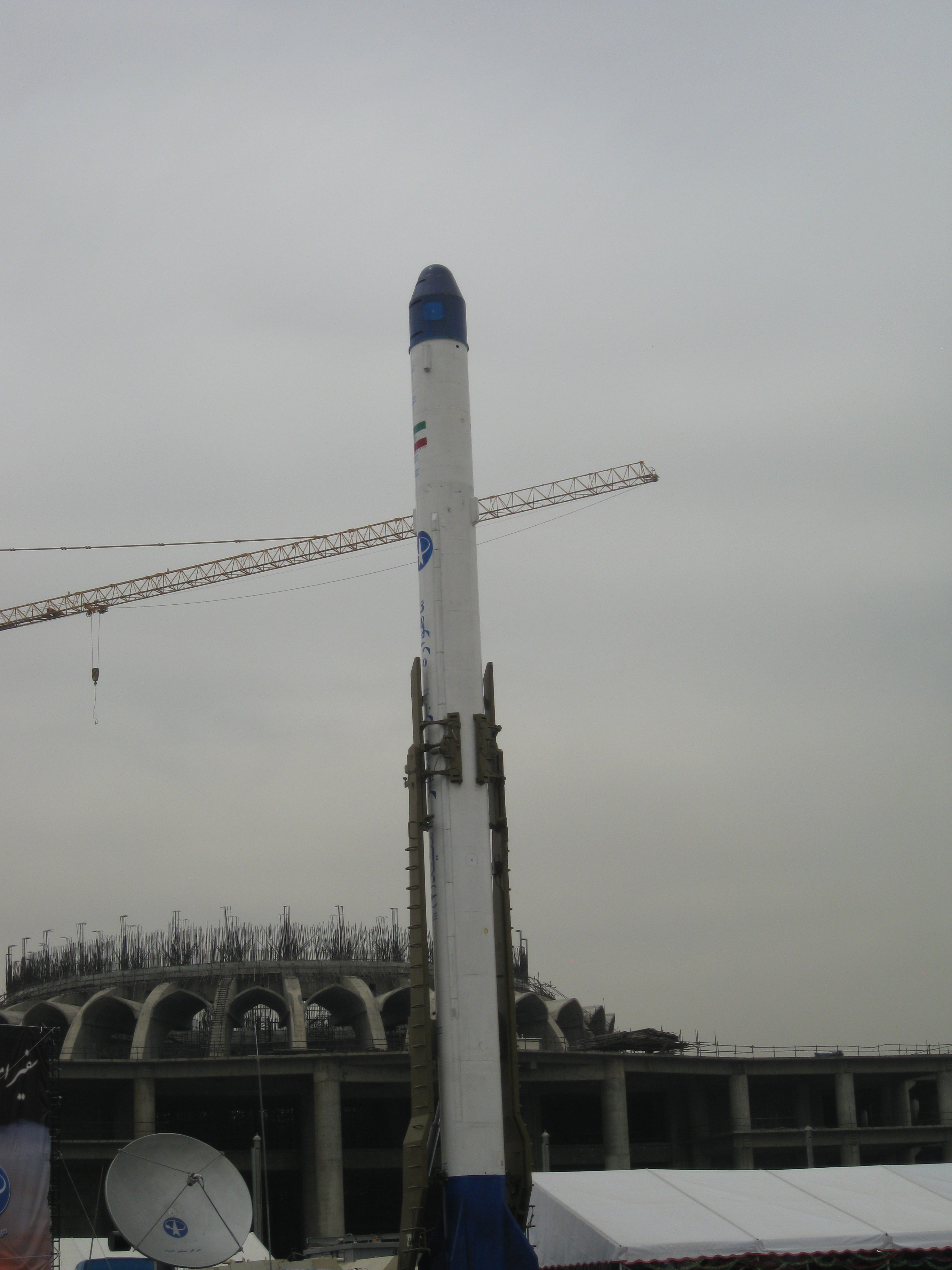
Omid rakéta.
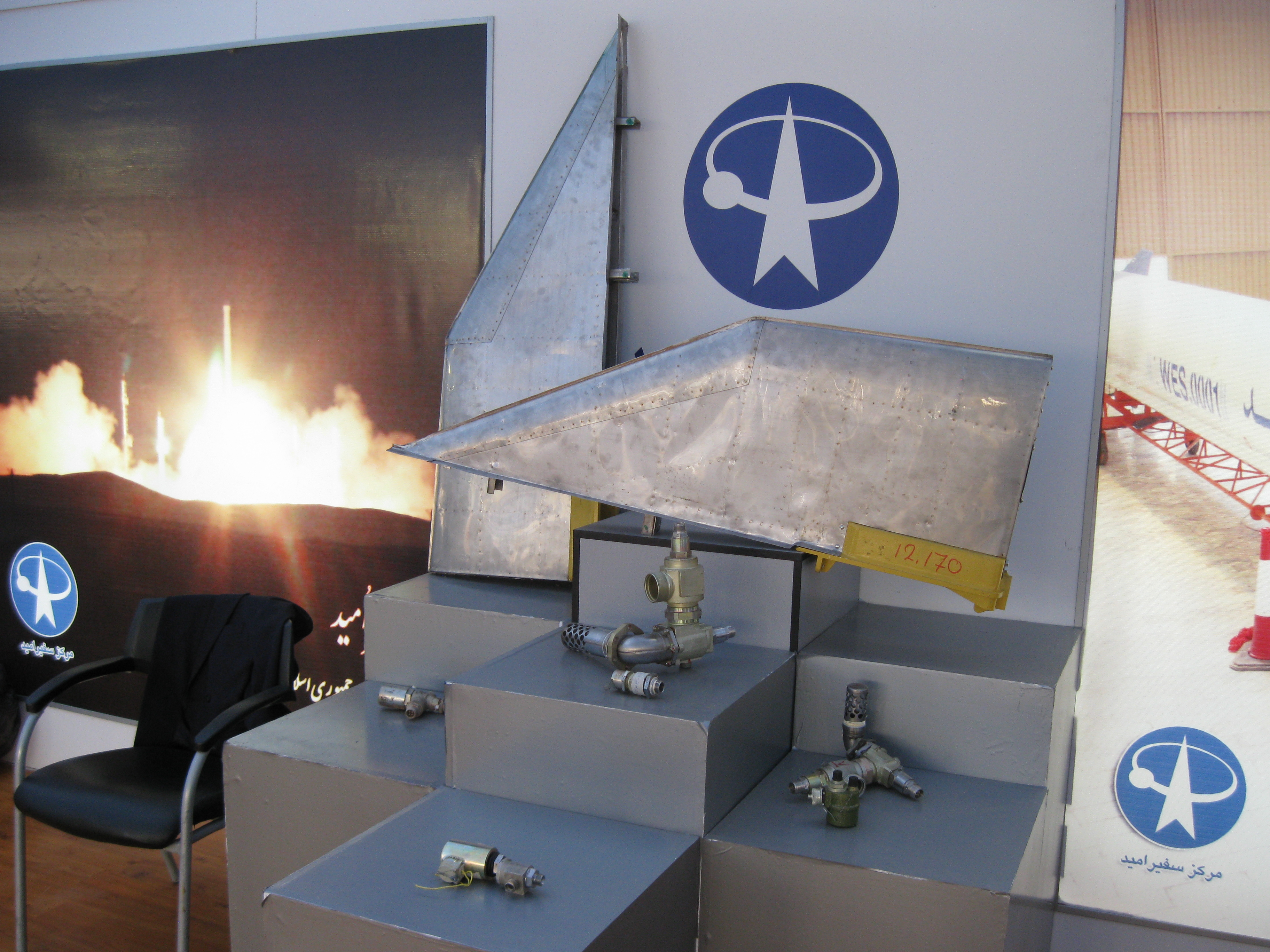
Omid kommunikációs műhold bemutatott alkatrészei 1.
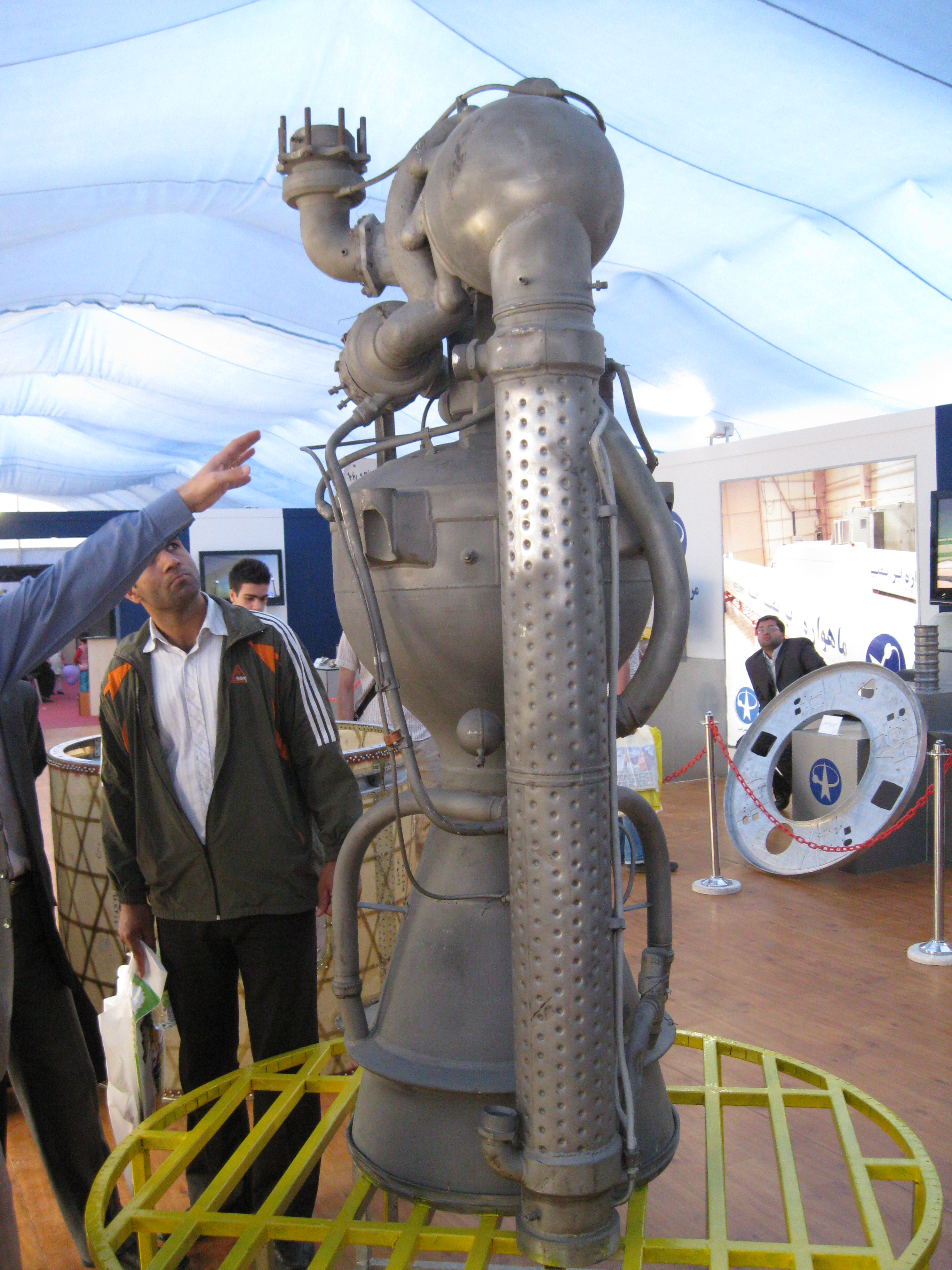
Omid kommunikációs műhold bemutatott alkatrészei 2.

## Fordítás
- Ez a szócikk részben vagy egészben  az   Omid (satellite) című angol Wikipédia-szócikk ezen változatának fordításán alapul.  Az eredeti cikk szerkesztőit annak laptörténete sorolja fel. Ez a jelzés csupán a megfogalmazás eredetét és a szerzői jogokat jelzi, nem szolgál a cikkben szereplő információk forrásmegjelöléseként.